# Casimiro de Abreu (Rio de Janeiro)
Casimiro de Abreu este un oraș în unitatea federativă Rio de Janeiro (RJ), Brazilia.
Numele orașului a fost acordat în onoarea lui Casimiro José Marques de Abreu (1839 – 1860), poet, romancier și dramaturg brazilian, adept al mișcării „Ultra-Romantism-ului”.